# Abingdon Ware
Abingdon Ware ist ein mittelneolithischer (3900–3200 v. Chr.) englischer, in Schottland auch als Rothesay ware bezeichneter, Keramiktyp. Sie ist nach dem  Grubenwerk von Abingdon-on-Thames benannt, etwa 15 km südlich von Oxford gelegen, und findet sich vor allem im oberen Themse-Tal und in den zentralen Teilen Englands.
Die Keramik ist typischerweise muschelgemagert. Sie hat durchgehend runde Böden und überstehende, eckige oder T-förmige Ränder. Die Verzierung besteht aus Stempelmustern und Ritzlinien. Die Oberseite des glatt abgestrichenen Randes ist oft mit schrägen parallelen Reihen von Kammstrichen verziert. Die Keramik ist durchgehend sehr brüchig, was H. Case (1918–2009) auf postdepositionale Prozesse zurückführt.